# Elisabeth Frick
Elva Elisabeth Frick, född 6 november 1952 i Enskede församling i Stockholm, död 25 januari 2023 i Skarpnäcks distrikt i Stockholm, var en svensk teaterregissör.

## Utbildning
Elisabeth Frick studerade konst 1971–1972 på konstskolan Grundis. 1975–1977 gick hon dramapedagogutbildning för att därefter studera vid Stockholms universitet, nämligen filmvetenskap, teatervetenskap och pedagogiskt drama. Hon genomgick även en fortbildning på Teaterhögskolan i Stockholm 1985–1986.

## Biografi
Elisabeth Frick arbetade inledningsvis i åtta år som dramapedagog på Vår teater. Hon  började arbeta som regissör på 1980-talet efter fem år som skådespelare och musiker i frigrupperna Förenade Krafter och Turteatern. Som regissör uppmärksammades Frick tidigt för sina lekfulla och musikaliska uppsättningar, bland annat hennes uppsättning på Idéteatern (1988) av Den Gula Väskan efter en bok av Lygia Bojunga Nunes.
Frick var regissör på Stockholms stadsteater, Göteborgs stadsteater, Uppsala stadsteater, Dramaten, Riksteatern, Teater Västernorrland, Estrad Norr, Dalateatern, Teater Tusan, Turteatern, Musikteatergruppen Oktober, Friteatern, Skottes Musikteater, Idéteatern, Teater Rosor & Taggar och Teater Burleska. Åren 1993–1995 var hon även konstnärlig ledare för Unga Teatern vid Teater Västernorrland.
Som regissör gjorde hon scenografi och musik till flera av sina uppsättningar, bland annat den prisbelönta West Side Story på Oktoberteatern (scenografi) och Ruttet - Ett Prinsessliv på Unga Dramaten (musik). 
Som lärare undervisade Frick i pedagogiskt drama 1986–1987 på Stockholms universitet och som scenframställningslärare på Stockholms dramatiska högskola 2008, 2009 och 2010.

## Teateruppsättningar (i urval)
- Den Gula Väskan[7] av Lygia Bojunga Nunes, dramatiserad av Thomas Forsberg, Idéteatern, 1988 (även scenografi)
- Momo av Michael Ende, dramatiserad av Thomas Forsberg, Årstagycklarna, 1990 (även scenografi)
- West Side Story, musikal av Leonard Bernstein, Musikteatergruppen Oktober, 1993 (även scenografi)
- Ångerman[8] av Allan Edwall, efter texter av Ludvig Nordström,[9] (delad regi med Kerstin Blomquist), sommarteater på Teater Västernorrland, 1994
- Den Feruktansvärda Semällen av Staffan Göthe, Teater Västernorrland, 1994
- Snöfrid & Jasmine av Barbro Smeds, Teater Västernorrland, 1995
- La Strada del Amore av Staffan Göthe, Teater Västernorrland, 1996
- Den Tysta - Hon som Sjunger av Ingegerd Monthan, Teater Rosor & Taggar, 1997 (även scenografi)
- Ruben Pottas Eländiga Salonger av Staffan Göthe, Riksteatern, 1998
- Romeo & Juliet av Shakespeare (delad regi med Kerstin Blomquist) - Turteatern, 1999
- Malla Handlar, musikal av Klas Widén efter Eva Erikssons bok, Riksteatern/Unga Riks, 2000-2002 samt Stockholms parkteater, 2003
- Martin Sover Över[10] av Bernard Waber, Teater Tusan,[11] 2001 (även dramatisering)
- Ensamcyklaren av Sofia Fredén, Uppsala Stadsteater, 2003
- Honk, musikal[12] baserad på H C Andersens saga Den fula ankungen, av George Stiles (musik) & Anthony Drewe (libretto), Uppsala Stadsteater, 2004
- Tessa & Gorillarymmardagen av Susanne Marko,[13] Stockholms stadsteater, 2004
- Sagan om Akilles av Tomas Alldahl, Teater Tusan, 2004
- Ruttet - Ett Prinsessliv av Sofia Fredén, Unga Dramaten 2005 (även kompositör)
- Drottningen & Kocken av Eva Lindström, Riksteatern, 2006
- Stjärnan över Lappland av Staffan Göthe, Göteborgs stadsteater, 2007[14]
- Charlotte Löwensköld av Selma Lagerlöf, dramatisering av Kerstin Perski, Stockholms Stadsteater 2008
- Cykla, Cykla, folksaga från Uganda, dramatisering av regissör och ensemble, Teater Tusan,[11] 2012
- Sagan om Den Lilla Farbrorn av Barbro Lindgren, dramatisering av Lars-Eric Brossner, Teater Västernorrland, 2013
- Rut & Ragnar + Tant Blomma av Kristina Lugn, Dalateatern, 2015[15] (även kompositör)
- Kainos Sång av Urban Lindh,[16] Skottes Musikteater, 2016[17]
- Den itusågade damen av Staffan Göthe, Dalateatern, 2016[18][19]
- Hunden som kom in Från Kylan av Volker Quandt, Uppsala Stadsteater, 2018[20]

## Utmärkelser
För Elisabeth Fricks uppsättning 1993 av West Side Story på Musikteatergruppen Oktober erhöll hon 1994 Prix d' ASSITEJ. samt Svenska regeringens barn- och ungdomsteaterpris 1993. 1996 tilldelades Elisabeth Frick Teaterförbundets Vilhelm Moberg-stipendium. Fricks uppsättning av Malla handlar för Riksteatern/Unga riks uttogs till Teaterbiennalen i Uppsala 2003.
2017 tilldelades Elisabeth Frick Staffan Göthe-priset. Motiveringen löd: För sin ”regikonst – medveten, slagkraftig och genommusikalisk – med en suverän känsla för teaterscenens unika energier – ädel folkteater för stad och land, för stora och för små”.
Den 2 juli 1994 var Elisabeth Frick sommarvärd i Sommar i P1.